# Hodson’s Tarn
Der Hobson’s Tarn ist ein See im Lake District, Cumbria, England. Der See liegt an der Westseite der Claife Heights, einem Bergrücken, der Windermere im Osten von Esthwaite Water im Westen trennt. Der See hat einen unbenannten Zufluss an seiner Nordseite und einen unbenannten Abfluss an seiner Südseite, der ihn mit dem Robinson’s Tarn verbindet.
Der See ist seit 1985 Teil des Claife Tarns and Mires Site of Special Scientific Interest. Der See zusammen mit dem Moss Eccles Tarn, dem Three Dubs Tarn und einer Reihe von weiteren kleineren Gewässern unterstützt bis zu 12 Arten von Libellen und weist eine reichhaltige Artenvielfalt an Wasserpflanzen auf.